# Raid sur Entebbe
Pour plus de détails, voir Fiche technique et Distribution.
Raid sur Entebbe ( Raid on Entebbe) est un téléfilm de guerre américain d'Irvin Kershner diffusé le 9 janvier 1977 sur le réseau NBC, basé sur le raid d'Entebbe. Il a été diffusé à l'étranger dans les salles de cinéma.

## Synopsis
Le 27 juin 1976, le vol Air France 139 est détourné vers l'Ouganda par des militants du FPLP et Fraction armée rouge. Les terroristes, avec l'aide du président Amin Dada, font pression sur Israël pour voir libérer des camarades prisonniers. Après les délibérations du cabinet israélien pour décider d'un raid militaire top-secret réalisé par des commandos pendant le sabbat juif, et le refus du cabinet de traiter avec les terroristes, Yitzhak Rabin décide d'envoyer le commando sauver les otages.

## Fiche technique
- Titre original :  Raid on Entebbe
- Réalisation : Irvin Kershner
- Scénario : Barry Beckerman
- Direction artistique : W. Stewart Campbell
- Décors : Kirk Axtell
- Costumes : Patty Woodard
- Photographie : Bill Butler
- Son : Bernard F. Pincus, Milton C. Burrow, Gene Eliot, Donald W. Ernst, Tony Garber, Don Isaacs, Larry Kaufman, William L. Manger, A. David Marshall, Richard Oswald, Edward L. Sandlin, Rusty Tinsley
- Montage : Nick Archer, Bud S. Isaacs, Art Seid
- Musique : David Shire
- producteurs : Daniel H. Blatt et Edgar Scherick
- sociétés de production : Edgar J. Scherick Associates, 20th Century Fox Television
- société de distribution : 20th Century Fox Television
- Budget : 3 500 000 dollars (estimation)[2]
- Pays d’origine :  États-Unis
- Langue : Anglais
- Format : Couleur (DeLuxe) - 35mm - 1.33:1
- Genre : Film de guerre
- Durée : 145 minutes
- Date de sortie :
  -  États-Unis 9 janvier 1977
  -  France 12 janvier 1977

## Distribution
- Peter Finch (VF : Jean-Claude Michel) : Yitzhak Rabin
- Martin Balsam (VF : Jacques Deschamps) : Daniel Cooper
- Horst Buchholz (VF : Bernard Murat) : Wilfried Böse
- John Saxon (VF : Roland Ménard) : général de division Benny Peled
- Sylvia Sidney : Dora Bloch
- Jack Warden (VF : Jean Berger) : général de corps d'armée Mordechai Gur (en)
- Yaphet Kotto (VF : Med Hondo) : Idi Amin Dada
- Charles Bronson (VF : Serge Sauvion) : général de brigade Dan Shomron
- Tige Andrews (en) : Shimon Peres
- Eddie Constantine (VF : Claude Bertrand) : le commandant de vol d'Air France Michel Bacos
- Warren J. Kemmerling : Gad Yaakobi
- Robert Loggia : Yigal Allon
- David Opatoshu : Menahem Begin
- Stephen Macht (VF : Pierre Arditi) : Yonatan Netanyahou
- Peter Brocco : M. Scharf
- Aharon Ipalé : le major David Grut
- James Woods : Capt. Sammy Berg
- Mariclare Costello : Gabrielle Krieger
- Allan Arbus : Eli Melnick

## Distinctions

### Récompenses
- 1976 : Emmy Award du meilleur montage sonore pour une minisérie, un téléfilm ou un programme spécial, partagé par Bernard F. Pincus, Milton C. Burrow, Gene Eliot, Donald W. Ernst, Tony Garber, Don Isaacs, Larry Kaufman, William L. Manger, A. David Marshall, Richard Oswald, Edward L. Sandlin et Rusty Tinsley
- 1976 : Emmy Award de la Meilleure photographie pour une minisérie ou un téléfilm pour Bill Butler
- 1978 : Golden Globe de la meilleure minisérie ou du meilleur téléfilm

### Nominations
- Emmy Award 1977 de la Meilleure composition musicale pour un téléfilm pour David Shire
- Emmy Award 1977 de la meilleure réalisation dans la catégorie téléfilm - drame et comédie - pour Irvin Kershner
- Emmy Award 1977 du meilleur montage de téléfilm pour Bud S. Isaacs, Art Seid et Nick Archer
- Emmy Award 1977 du premier rôle dans la catégorie téléfilm dramatique pour Peter Finch
- Emmy Award 1977 du meilleur second rôle dans la catégorie téléfilm dramatique pour Martin Balsam
- Emmy Award 1977 du meilleur second rôle dans la catégorie téléfilm dramatique pour Yaphet Kotto
- Emmy Award 1977 de la meilleure production télévisée pour Edgar J. Scherick et Daniel H. Blatt pour Raid sur Entebbe
- Emmy Award 1977 du meilleur scénario dans la catégorie téléfilm dramatique pour Barry Beckerman

## Autour du film
Il s'agit de la deuxième des quatre transpositions à l'écran du raid d'Entebbe après Victoire à Entebbé, diffusé en 1976 sur ABC.
C'est également le dernier film de Peter Finch qui décéda cinq jours après la diffusion américaine.
Le film a été réédité en 2004 par la 20th Century Fox et publié en France au format DVD (editions Prism Vision) avec une "nouvelle sonorisation" qui comporte en réalité des alternances de la bande son d'origine avec sous-titrage et d'un doublage. Sidonis Calysta a fourni une édition DVD en 2013, avec une version originale et une autre doublée en français, et interventions en bonus de Patrick Brion et François Guérif.